# De Smet (Idaho)
De Smet – jednostka osadnicza w Stanach Zjednoczonych, w stanie Idaho, w hrabstwie Benewah.